# Sikaran
Sikaran (filipino für „treten“) ist der Oberbegriff für das philippinische Kickboxen.
Die philippinischen Kampfkünste, als Kali, Arnis, Eskrima bekannt, sind waffenkampf-orientiert. Dementsprechend haben viele Stile einen vergleichsweise geringen Anteil an Tritttechniken.
Stile, die sich vermehrt dem Treten (Sikaran) widmen, wurden vermutlich von Einwanderern und Handelsvertretern benachbarter Länder beeinflusst. Viele Techniken des Sikaran lassen eine Verwandtschaft zum chinesischen Kuntao und zum thailändischen Muay Thai erkennen.
Kombiniert man die philippinischen Tritttechniken des Sikaran mit dem Philippinischen Boxen Panantukan und dem Philippinischen Ringen Dumog, ergibt sich eine komplexe und vielseitige waffenlose Kampfkunst.
Einer der am weitesten verbreiteten philippinischen Kampfkunst-Stile, die sich vermehrt auch mit Sikaran beschäftigen, ist das Kali Sikaran.

## Kali Sikaran
Kali Sikaran ist der 1990 gegründete persönliche Stil von Punong Guro Jeff Espinous. Es ist ein modernes Mischsystem mit Elementen verschiedener südostasiatischer Kampfkünste. Trainiert werden vor allem die Disziplinen Solo Baston (Einzelstock), Doble Baston (Doppelstock), Daga (Messer), Espada y Daga (Schwert und Dolch), Panantukan (phil. Boxen), Sikaran (phil. Kickboxen), Kadena de Mano (phil. Nahkampf, „Trapping“) und Dumog (phil. Ringen).
Das Kali Sikaran gewichtet das Training mit und ohne Waffen gleichermaßen hoch. Die waffenlosen Techniken haben, im Gegensatz zu zahlreichen anderen philippinischen Stilen, einen Trainingsanteil von etwa 50 Prozent. Um diese Tatsache nach außen hin sichtbar zu machen, wurde diesem Kali-Stil den Namenszusatz „Sikaran“ angehängt. Man könnte Kali Sikaran also übersetzen als philippinische Kampfkunst (Kali) mit erhöhtem Anteil an Kickboxelementen (Sikaran).
Das Logo des Kali Sikaran ist der Stierkopf. Schaut man sich die Region zwischen den Philippinen, Indonesien (Malaysien, Java, Sumatra) und Thailand auf einer Karte an, so erinnert die geographische Form an den Kopf eines Stieres. Ursprünglich Symbol des Reiches Majapahit (13. bis 16. Jahrhundert), hat der Stierkopf bis heute eine starke Bedeutung für die Menschen der Region.
Im Kali Sikaran steht der Stierkopf symbolisch dafür, dass dieser philippinische Stil auch Elemente des indonesischen Silat und des thailändischen Muay Thai enthält.
Das Kali Sikaran ist Mitglied des Weltverbandes IKAEF (International Kali Arnis Eskrima Federation) und wird derzeit in 14 Ländern (Australien, Belgien, Deutschland, England, Frankreich, Französisch-Polynesien, Griechenland, Italien, Libanon, Marokko, Norwegen, Österreich, Singapur, USA) unterrichtet.
Jährlich finden weltweit mehrtägige Seminare statt: 
- Eastercamp (4 Tage während der Osterfeiertage, Köln)
- Asia Camp (7 Tage, Bali)
- Summercamp (7 Tage, Radevormwald)
- X-Mas Special (3 Tage, Köln)